# Akcja cywilna
Akcja cywilna – postępowanie w procesie karnym, zmierzające do załatwienia kwestii odpowiedzialności cywilnej oskarżonego.
W starszej literaturze akcja cywilna była używana jako synonim procesu adhezyjnego.
Akcja cywilna jest korzystna zarówno dla wymiaru sprawiedliwości, jak i oskarżonego i pokrzywdzonego. Akcja cywilna jest korzystna dla wymiaru sprawiedliwości, bo kwestiami dwóch rodzajów odpowiedzialności prawnej zajmuje się jeden sąd. Dla pokrzywdzonego, gdyż nie musi stawać przed dwoma sądami, z kolei drugi odpowiada tylko w jednym procesie, przez co jest narażony na niższe koszty sądowe. Według polskiego kodeksu postępowania cywilnego ustalenia prawomocnego wyroku skazującego wydanego w postępowaniu karnym wiążą sąd w postępowaniu cywilnym (art. 11 zd. 1).
Formami akcji cywilnej w polskim procesie karnym są:
- postępowanie adhezyjne (przydatkowe),
- orzeczenie obowiązku naprawienia wyrządzonej szkody,
- orzeczenie odszkodowania z urzędu,
- orzeczenie nawiązki,
- orzeczenie świadczenia pieniężnego,
- orzeczenie zwrotu korzyści majątkowej.